# Abdij van Neresheim

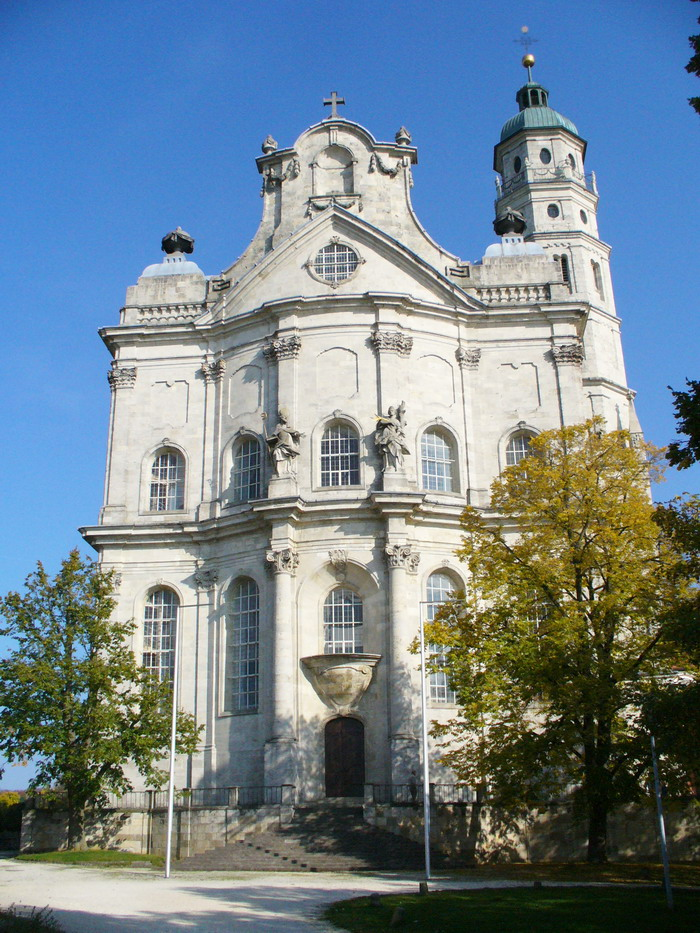
Abdijkerk Neresheim

De Abdij van Neresheim was een tot de Zwabische Kreits behorende abdij binnen het Heilige Roomse Rijk.
In 1095 stichtten graaf Hartmann van Dillingen en zijn vrouw Adelheid in Neresheim het koorherensticht Sankt Ulrich und Afra, dat al snel in een benedictijnenabdij werd omgezet.
De voogdij over het klooster bleef tot hun uitsterven in 1258 bij de graven van Dillingen. Daarna maakten de  graven van Oettingen aanspraak op de voogdij, die ze in 1263 door het oordeel van Albert de Grote als pand in handen kregen.
In 1764 kwam er een eind aan de voogdij van de graven van Oettingen-Wallerstein, waardoor de abdij rijksvrij werd. In 1766 volgde de toelating tot het College van Zwabische Rijksprelaten in de Rijksdag.
Tussen 1747 en 1792 werd naar ontwerp van de beroemde architect Balthasar Neumann de huidige kloosterkerk gebouwd, een belangrijk bouwkundig monument van barok-kerkarchitectuur.
Paragraaf 13 van de Reichsdeputationshauptschluss van 25 februari 1803 kende de vorsten van Thurn und Taxis voor het verlies van hun inkomsten uit de rijkspost in de aan Frankrijk afgestande gebieden het volgende toe: het vorstelijk damessticht Buchau met de stad, de abdijen Marchtal en Neresheim, het bij Salmannsweiler behorende ambt Ostrach met de heerlijkheid Schemmelberg en de dorpen Tiefental, Frankenhofen en Stetten.
Artikel 24 van de Rijnbondakte van 12 juli 1806 stelde de voormalige abdij onder de soevereiniteit van het koninkrijk Beieren: de mediatisering.
Ten gevolge van het grensverdrag van 18 mei 1810 werd de voormalige abdij door het Koninkrijk Beieren aan het koninkrijk Württemberg afgestaan.

## Afbeeldingen

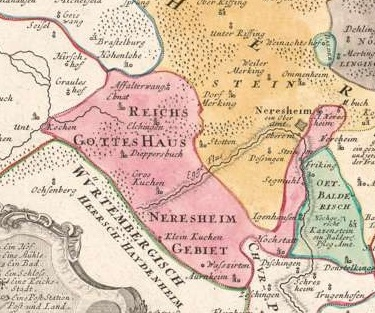
Grondgebied (roze) Abdij Neresheim, kaart van plm. 1744
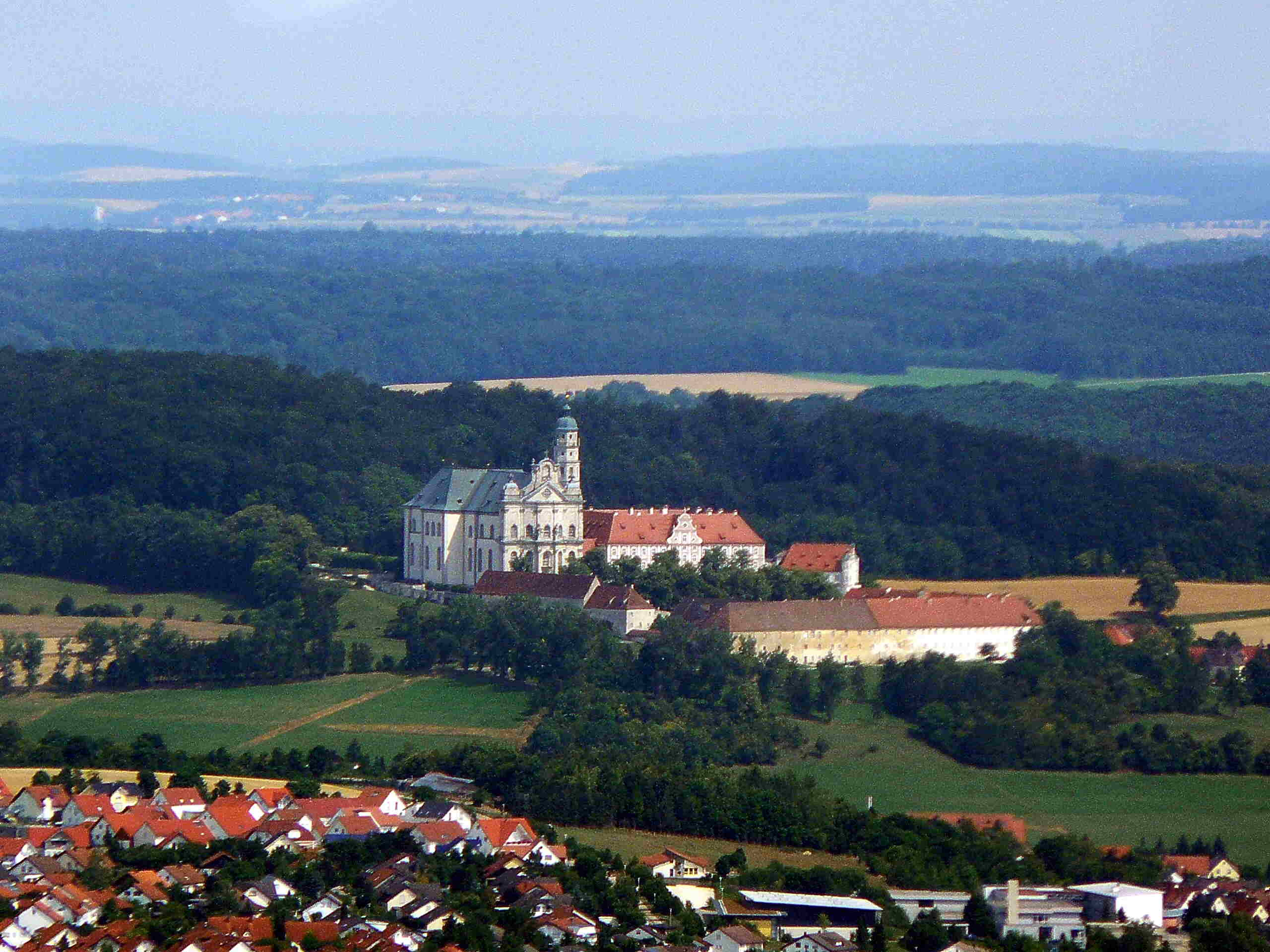
Overzichtsfoto Abdij Neresheim
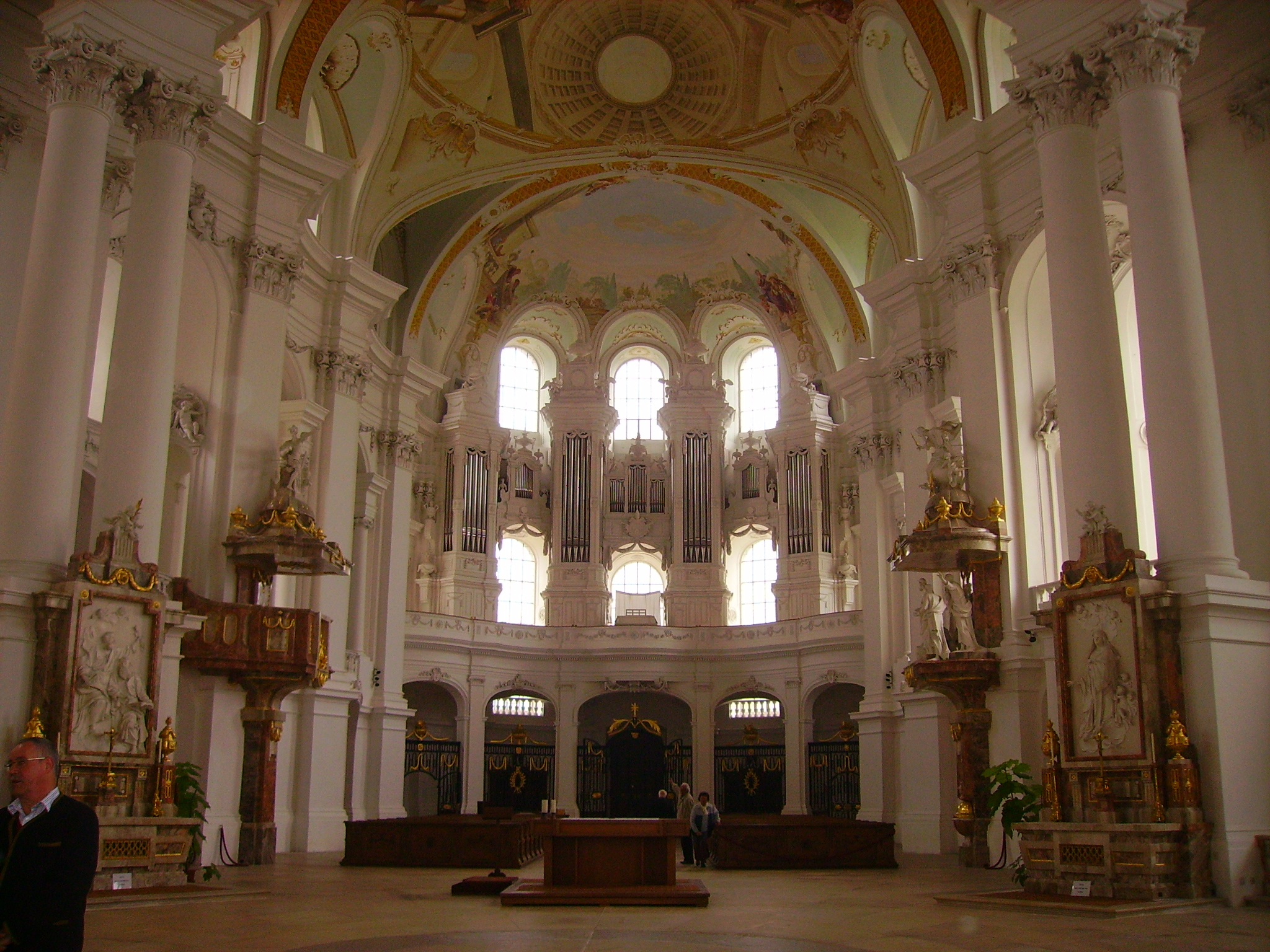
Interieur kloosterkerk
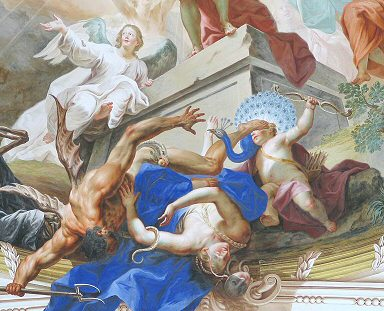
Detail van de fresco's in deze kerk (1775)
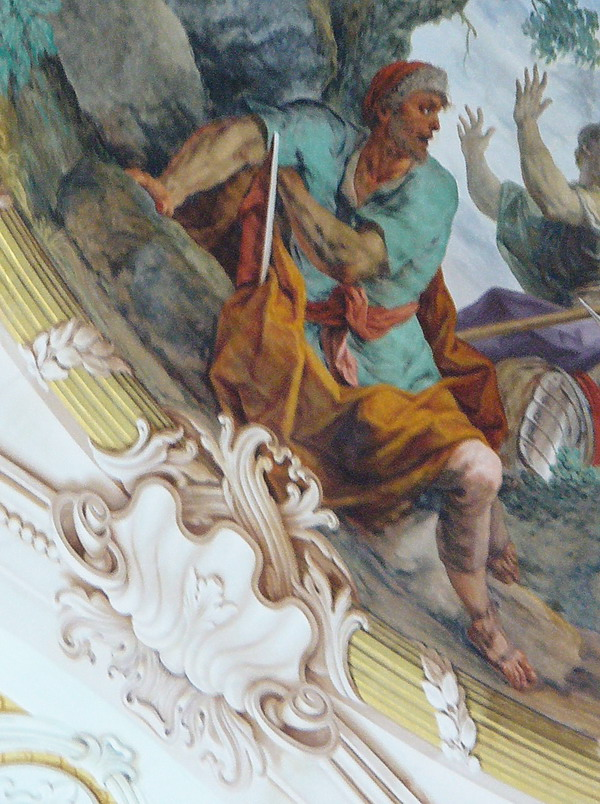
Idem, zelfportret frescoschilder Martin Knoller (1725-1804)

## Bezit
- stad en klooster Neresheim
- Auernheim, Ebnat, Elchingen, Großkuchen, Ohmenheim, Ziertheim en Mariabuch
- de kapellen bij Neresheim, Dehlingen, Ballmertshofen, Dischingen en Trugenhofen
- de hofmark Ziertheim